# Sportpark Berg en Bos
Der Sportpark Berg en Bos ist ein Fußballstadion in der niederländischen Großstadt Apeldoorn, Provinz Gelderland. Vom 16. April 2010 bis 2016 trug die Anlage den Sponsorennamen Fly Brazil / Desko-Stadion.

## Geschichte
Der Sportpark Berg en Bos ist seit 1921 die sportliche Heimat des AGOVV Apeldoorn (Alleen Gezamenlijk Oefenen Voert Verder Apeldoorn) im Viertel Berg en Bos in Apeldoorn-West am Rande eines Waldes. Die im Jahr 1925 erbaute Haupttribüne aus Holz mit ihrem Giebeldach und 759 Sitzplätzen steht heute unter Denkmalschutz. Am 10. April 1949 lockte das Meisterschaftsspiel des AGOVV gegen den SC Heerenveen die Rekordzahl von 25.000 Besuchern in den Sportpark. Nach den Umbauten in den 2000er Jahren füllten 3.500 Zuschauer am 24. September 2009 den ausverkauften Sportpark zur Partie der zweiten Runde im KNVB-Pokal 2009/10 gegen Ajax Amsterdam (1:2). Der Sportpark wurde bei dem Aufstieg in die zweite Liga 2005 umfassend renoviert. Das alte Stadion besaß neben der relativ kleinen Haupttribüne Graswälle mit Stehplätzen. Bei der Renovierung wurden neue Ränge mit Sitzplätzen gebaut. Dies senkte wiederum die Kapazität des Stadions von etwa 10.000 auf heute 3.330 Zuschauer. Die Tribünen des Stadions sind fast komplett überdacht. Auf dem Spielfeld ist seit 2006 ein Kunstrasen verlegt.
Das Ziel des Vereins ist es in den nächsten Jahren in die Ehrendivision aufzusteigen. Deshalb plante man den Neubau eines Stadions im Süden der Stadt. Diese Planung wurde aber verworfen und man will den Sportpark weiter ausbauen. Gegen den Ausbau protestierten Anwohner und haben die Baumaßnahmen verhindert.
Seit Oktober 2018 erhielt die Spielstätte eine LED-Flutlichtanlage.